# Jean Faure du Serre
Pour les articles homonymes, voir Faure et Jean Faure (homonymie).
Jean Faure, dit Faure du Serre ((24 mars 1776 à Chabottes, Hautes-Alpes - (17 mars 1863) à Saint-Michel-de-Chaillol, Hautes-Alpes), est un poète français, peintre épique de la vie du Champsaur au XIXe siècle.

## Biographie
Jean Faure est né le 24 mars 1776 au hameau des Michauds, paroisse et communauté de Chabottes, dans la châtellenie du Champsaur, en Haut-Dauphiné (futur département des Hautes-Alpes).
Fils d'un couple de paysans catholiques, il est d'abord éduqué par le curé du village, puis envoyé au collège de Gap. D'abord séduit par les idéaux révolutionnaires, il rompt avec ceux-ci après la mort de Louis XVI et rallie le camp royaliste. En 1794, il va étudier à Grenoble en vue de devenir notaire. En 1801, il est nommé notaire au canton d'Orcières. Au cours des dix années qu'il y passe, il commence à composer des œuvres épiques en vers, dont Le Banc des officiers, satire sur une affaire opposant le maire et le curé du village de la Motte en Champsaur. Distingué par le préfet Defermon, Jean Faure est appelé en 1811 au bureau d'administration générale de la préfecture. C'est lui qui rédige en 1813 pour le compte du préfet le mémoire qui obtient du Ministère que les montagnes de Gap ne soient pas vendues malgré la loi que venait de voter le Parlement. Alors qu'il avait vu d'un bon œil l'accession au pouvoir de Bonaparte, les guerres napoléoniennes l'en ont éloigné, et la Restauration est pour lui un soulagement. Pendant les Cent jours, Jean Faure, fidèle à son attachement royaliste, se réfugie dans son Champsaur. Lorsqu'il peut revenir à la préfecture, il est nommé secrétaire général. Ce poste est supprimé en 1817, ce qui l'oblige à gagner petitement sa vie en tant que clerc d'avoué, puis à se retirer à Chaillol, où il travaille la terre pour nourrir ses cinq enfants. En 1822, il est rappelé comme sous-préfet à Sisteron. Il ne fait pas mystère de ses opinions farouchement royalistes, notamment dans sa correspondance avec son ami Théophile Gautier (« Je suis pour le trône et l'autel » - « La liberté de la presse est le rêve d'un siècle malade »). Révoqué en 1830, il se réfugie cette fois chez son beau-père à Saint-Bonnet, puis s'installe au Serre-Robinet, hameau de Chaillol, avec ses six enfants. Il y vivra trente-deux ans. Bien que tenté, il refuse d'aller à Grenoble travailler pour le journal légitimiste la Gazette du Dauphiné. Il accepte seulement de devenir, pour quelques années, maire de la commune. Et il occupe le plus clair de son temps à écrire de nombreuses pièces en vers, épiques ou héroï-comiques, inspirées par les menus événements dont il est le témoin : après le Banc des officiers, ce seront  les Vogues du Champsaur, la Tallardiade, la cloche de Frustelle, etc., œuvres à la fois grandiloquentes et naïves, mais surtout riches en chroniques minutieuses de la vie du Champsaur au milieu du XIXe siècle.
Il décède le 17 mars 1863, à près de 87 ans. Il est enterré au cimetière de Saint-Michel-de-Chaillol.

## Œuvres principales

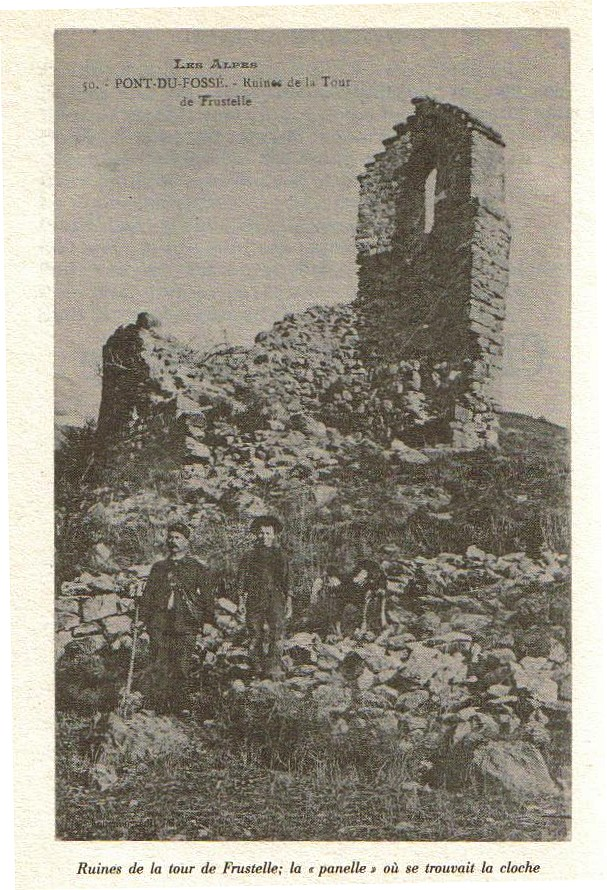
La "panelle" qui portait la cloche de Frustelle, photographiée peu avant 1900 (elle a aujourd'hui complètement disparu).

De nombreuses œuvres de Jean Faure ont disparu, certaines détruites par l'auteur lui-même. Un recueil des principales œuvres en vers conservées a été publié en 1892 sous le titre « Œuvres choisies », par son ami E. Gaillaud, curé de la cathédrale de Gap. On y trouve notamment :
- La Tallardiade, histoire d'un affabulateur qui se fit passer pour un noble Chartreux, abusant la crédulité des habitants de Tallard (poème en huit chants)
- Le banc des officiers, relation romancée d'un conflit entre le maire et le curé de la Motte-en-Champsaur au sujet d'un banc mal placé dans l'église (poème en quatre chants)
- Les vogues du Champsaur (poème-évocation en quatre chants)
- La cloche de Frustelle, histoire romancée d'une cloche gardée par une vieille femme seule, puis volée par le curé et les paroissiens de Saint-Nicolas (poème en quatre chants)
- L'Orciéréide, sur les élections de 1860 dans le canton d'Orcières (poème en quatre chants, d'abord publié dans le Bulletin de la Société d'études des Hautes-Alpes en 1886[11]).